# Volume 1: Singin’ the Blues
Volume 1: Singin’ the Blues ist ein Kompilationsalbum mit Musik des Jazz-Kornettisten Bix Beiderbecke. Die Aufnahmen entstanden in wechselnden Besetzungen vom 4. Februar bis 30. September 1927, z. T. unter der Leitung Beiderbeckes, und erschienen zunächst auf den Labeln Okeh und Harmony Records. Das Album erschien als Compact Disc 1990 beim Label Columbia Records in der Reihe CBS Jazz Masterpieces.

## Hintergrund
Die Kompilation enthält Schallplatten, die Bix Beiderbecke neben seiner Mitgliedschaft im Jean Goldkette Orchestra einspielte, z. T. unter eigenem Namen, außerdem unter Leitung von Frank Trumbauer.

### Trumbology – 4. Februar 1927
Die ersten Titel der Kompilation, Trumbology und Clarinet Marmelade, entstanden am 4. Februar 1927 für Okeh Records (Frankie Trumbauer and his Orchestra with Bix and Lang), der mit Abstand erfolgreichste Titel war Singin’ the Blues (OKeh 40772), mit Beiderbeckes beeindruckendem Solo; die von Paul Mertz arrangierte Instrumentalnummer gelangte auf Position 9 der US-Charts, wo sie sechs Wochen blieb.
Frankie Trumbauers Orchester bestand aus Bix Beiderbecke, Bill Rank (Posaune), Jimmy Dorsey (Klarinette, Altsaxophon), Paul Mertz (Piano), Howdy Quicksell (Banjo), Eddie Lang (Gitarre) und Chauncey Morehouse (Schlagzeug). Lester Young hob später hervor, wie stark ihn Beiderbecke und besonders diese Platte beeinflusst hatte.

### Ostrich Walk – 9. Mai 1927
Nach einer Tournee mit Jean Goldkette kehrte Beiderbecke am 8. Mai von der Ostküste nach New York City zurück;die nächste OKeh-Session fand am 9. Mai 1927 abermals unter Frankie Trumbauers Leitung statt, in geringfügig veränderter Besetzung (Beiderbecke, Bill Rank, Trumbauer, Don Murray, Doc Ryker (as), Itzy Riskin (Piano), Eddie Lang, Chauncey Morehouse) entstanden Ostrich Walk, eine Nummer der Original Dixieland Jazz Band von 1918, und Riverboat Shuffle von Hoagy Carmichael, erstmals 1924 von Bix Beiderbecke & The Wolverines eingespielt.
Die zwei Titel waren von Beiderbecke für die Session ausgewählt worden, der Kornettist probte die Nummern zunächst auf dem Klavier. Der Beiderbecke-Biograf Jean Pierre Lion schrieb zu dieser Aufnahme:
„In Ermangelung eines Bassisten brachte er das Ensemble zu einer unwiderstehlichen Drive. Die Einleitung, die er entwickelt, war mit verschiedenen Breaks versehen, gefolgt von einem für drei Saxophone geschriebenen Chorus. Bix’ Solo, gebaut über 16 Takte, ist stark strahlend; das Ganze endet mit einer Phrase, die lieblich gespielt wird – das musikalische Äquivalent eines Lächelns.“
Mit der gleichen Energie spielt das Ensemble um Beiderbecke und Trumbauer Riverboat Shuffle; der Gitarrist Eddie Lang steuerte zu der schnellen Einleitung kurze Fill-ins in die Breaks des Ensembles bei. Bix Beiderbecke beginnt sein Solo, abweichend von der damals üblichen Praxis, mit einer hohen Note, um dann eine melodisch und dynamisch absteigende Linie zu spielen. Für Lion veranschaulicht die Version von 1927, wie weit der Kornettist in den vergangenen Jahren gekommen war; „in nur wenig mehr als dreißig Sekunden offenbart er eine erstaunliche Palette voller Nuancen und Gefühle, von den vibrierendsten Farben bis zu zurückgenommener Reflexion, und hält dabei stets puren Klang und makellose Offensive bei.“

### For No Reason at All in C – 14. Februar 1927

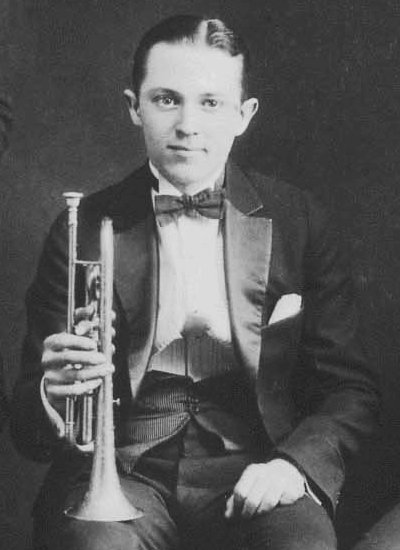
Bix Beiderbecke 1924

Die dritte Session fand fünf Tage später, wieder unter Frankie Trumbauers Leitung in gleicher Besetzung statt; am 13. Mai 1927 nahmen Frankie Trumbauer und Bix Beiderbecke zunächst die durch Ethel Waters 1927 populäre Ballade I'm Coming, Virginia (OKeh 40843) auf, ferner Way Down Yonder in New Orleans (OKeh 40843) und in verkleinerter Besetzung For No Reason at All in C, (OKeh 40871), mit Frank Trumbauer (C-Melody-Saxophon), Bix Beiderbecke (Piano, Kornett) und Eddie Lang (Gitarre).
I'm Coming, Virginia hatte Ähnlichkeiten mit ihrem Erfolgstitel Singin’ the Blues; „Eddie Lang ist sehr präsent auf dem Titel und steuert eine bemerkenswerte Begleitung bei,“ meinte Jean Pierre Lion; „Trams 16-taktiges Solo auf dem Liedrefrain führt zu strahlenden, glocken-ähnlichen Tönen von Bix. Der Kornettist hat in dem Stück das längste Solo, ein Abschnitt, der sich fortsetzt bis zu leisen Reprise des Ensembles.“
Der in den frühen 20ern populäre Titel und spätere Jazzstandard Way Down Yonder in New Orleans wird in eher langsamen Tempo gespielt; „das Herz der Plattenseite sind wieder die Chorusse von Bix und Tram, der Saxophonist breitet eine elegante melodische Linie über zwanzig Takte aus – den Eindruck, den dies auf den jungen Lester Young machte, kann man sich gut vorstellen. Bix scheint eher wenig inspiriert: Sein Solo ist gekonnt, klingt aber, als sei es aus bereits ausgearbeiteten und erprobten Elementen zusammengesetzt, Dinge, auf die der Musiker leicht bauen konnte.“
Für die letzte Nummer des Tages blieben Beiderbecke, Trumbauer und Eddie Lang im Studio; For No Reason at All in C war eine Trio-Improvisation, die auf der Akkordprogression von I'd Climb the Highest Mountain (If I Knew I'd Find You) aufbaute, ein Song von Lew Brown und Sidney Clare, mit dem Al Jolson 1926 in den US-Charts erfolgreich war. Diese Methode der melodic diversion, die später Bebopmusiker häufig anwenden sollten, war 1927 eine Innovation. „Tram ist in Bestform auf dieser wichtigen Aufnahme, die den Beginn einer neuen Form von Jazz markiert, welche erst in naher Zukunft erforscht werden sollte: Kammer-Jazz, eine Form, in der eine warme und intime Spielhaltung bevorzugt wird.“

### Three Blind Mice – 25. August 1927

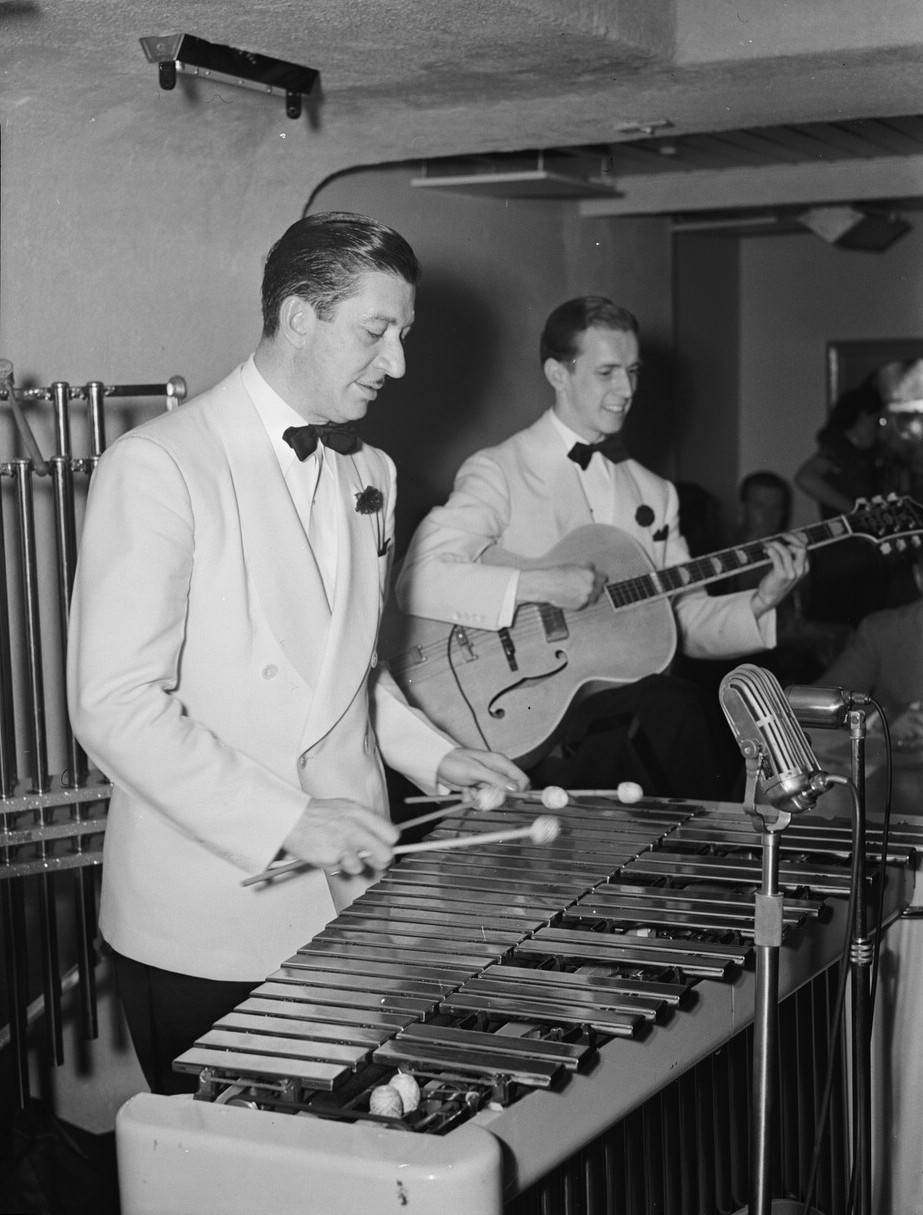
Adrian Rollini am Vibraphon mit Gitarrist Allen Haulon, vermutlich in den 1940er Jahren
Foto: William P. Gottlieb

Nach Tourneen mit dem Goldkette-Orchester nach St. Louis, Detroit und Atlantic City fand erst am 25. August 1927 die nächste OKeh-Session Trumbauers und Beiderbeckes statt, als die Musiker mit Goldkette für neue Aufnahmen nach New York kamen. Neu hinzu kam der Bass-Saxophonist Adrian Rollini; es entstanden die Instrumentalnummer Three Blind Mice (OKeh 40903) ferner die Gesangstitel Blue River und There’s a Cradle in Caroline, ein 1927 erfolgreicher Schlager von Sam M. Lewis, Joe Young und Fred E. Ahlert (OKeh 40879), beide mit dem Sänger Seger Ellis.
Die Resultate der August-Session waren durchwachsen; Chauncey Morehouse’ Komposition Three Blind Mice (OKeh 40903) wurde von Bill Challis arrangiert; die Ergänzung der Band durch Rollinis Bass-Saxophon erwies sich für klangliche Fundierung ihrer Musik als vorteilhaft. Einschränkend äußert sich Jean Pierre Lion zu dieser Aufnahme:
„Obwohl es gut losgeht, endet Bix’ Chorus mit überrachender stille, wahrscheinlich mit mangelnder Atemkontrolle zu erklären; Eddie Lang folgt mit einem harmonischen, aber etwas dünnen Solo.“
Zu Beiderbeckes Eigenschaften als Begleitmusiker meint Lion, dass dies nie die Stärke des Kornettisten gewesen sei, „sein gestopfter Kontrapunkt in Blue River ignoriert vorsätzlich Seger Ellis’ Vokalpart, wobei er wenig Respekt für dessen Progression oder Pausen zeigt.“

### In a Mist – 9. September 1927
Am 9. September 1927 spielte Bix Beiderbecke für OKeh die Piano-Solonummer In a Mist ein, die auch unter dem Titel Bixology bekannt wurde (OKeh 40916, Vocalion 3150). Mit der angeblich von Claude Debussy beeinflussten Aufnahme, tatsächlich melodisch vom Ragtime geprägt und nur in Teilen improvisiert, gelangte Beiderbecke sogar ein kurzer Charterfolg; der Titel gelangte am 11. Februar 1928 für eine Woche auf #20 der US-Hitparaden. In späteren Jahren wurde die Aufnahme in die amerikanische NARAS Hall of Fame aufgenommen.

### Wringin’ and Twistin’ – 17. September 1927
Eine Woche später, am Morgen des 17. September 1927, spielten Trumbauer, Beiderbecke und Eddie Lang einen weiteren Titel ein; unter der Bandbezeichnung Tram, Bix and Lang entstand die in mittlerem Tempo gespielte Instrumentalnummer Wringin’ and Twistin’ und wurde als B-Seite von In a Mist veröffentlicht (OKeh 40916). Bix Beiderbecke legte am Klavier diesmal mehr Wert auf das Ensemblespiel; erneut greift er erst am Ende des Stücks zum gewohnten Kornett. Stéphane Grappelli äußerte später, dass die beiden Trionummern For No Reason at All in C und Wringin’ and Twistin’ großen Einfluss auf seine ästhetische Entwicklung gehabt hätten.

### Humpty Dumpty – 28. September 1927
Nach Auflösung des Jean-Goldkette-Orchesters gelang es Adrian Rollini, für die ehemaligen Musiker des Orchesters um Trumbauer und Beiderbecke ein Engagement im neu eröffneten Nachtclub New Yorker am Broadway zu buchen; am 22. September eröffnete das Lokal. Rollini hatte eine All-Star-Band (u. a. mit Geiger Joe Venuti als Frontmann) zusammengestellt, die jedoch nur kurzlebig war, da der Club bereits am 15. Oktober 1927 seine Pforten schloss.
Am 28. und 29. September ging Trumbauer mit Teilen der New Yorker-Band ins OKeh-Studio und spielte insgesamt fünf Plattenseiten ein. In Frankie Trumbauers Orchester spielten neben dem Bandleader und Bix Beiderbecke der Posaunist Bill Rank, Bobby Davis (Altsaxophon), Don Murray (Klarinette, Tenorsaxophon), Joe Venuti (Geige), Adrian Rollini (Bass-Sax), Frank Signorelli (Piano), Eddie Lang (Gitarre) und Chauncey Morehouse (Schlagzeug). Am ersten Tag, bei dem man vergessen hatte, den Trompeter Sylvester Ahoha zu informieren, entstanden die Nummern Humpty Dumpty (auch Yale Blues; OKeh 40926), Krazy Kat (OKeh 40903) und (The) Baltimore (OKeh 40926).
„Bei Humpty Dumpty und Krazy Kat dominieren die ausgefeilten Arrangements, wobei die Musiker eine eher intellektuelle als emotionale Spielhaltung an den Tag legen.“ Nach Auffassung von Richard Hadlock operiert Beiderbecke im ersten Titel mit ungewöhnlichen tonischen Skalen, beim zweiten verwendete er ungewöhnliche Akkordwechsel; hingegen sei die letzte Nummer der Session (The Baltimore) überraschend einfach gestrickt, mit wenig überraschenden Akkordwechseln, was dazu führte, dass der Titel von der Jazzgemeinde lang ignoriert wurde, aber trotzdem seinen Charme habe.

### There Ain’t No Land Like Dixieland to Me – 29. September 1927

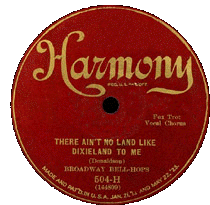
Harmony-78er von There Ain’t No Land Like Dixieland to Me der Broadway Bell-Hops unter Leitung von Sam Lanin, 1927

Die Gesangsnummer There Ain’t No Land Like Dixieland to Me, die von dem Komponisten Walter Donaldson stammte, spielte Beiderbecke kurz vor der Einführung des elektronischen Aufnahmeverfahrens für das Columbia-Sublabel Harmony Records (#504-H) ein, noch in alten akustischen Verfahren. Produziert wurde die Session von Sam Lanin. Als Bandsänger der The Broadway Bell-Hops genannten Gruppe um den Kornettisten fungierte Irving Kaufman. Die Besetzung war weitgehend identisch mit den vorangegangenen Aufnahmen des Trumbauer-Orchesters, Zur Band gehörten Hymie Farberman, Bill Rank, Don Murray, Frankie Trumbauer, Bobby Davis, Joe Venuti, Frank Signorelli, hinzu kamen der Banjoist John Cali, der Tubaspieler Joe Tarto und der Schlagzeuger Vic Berton. Der zweite Titel dieser Session mit Irving Kaufman war die Nummer There’s a Cradle in Caroline (von Sam M. Lewis, Joe Young und Fred E. Ahlert), die in diesem Jahr durch die Versionen von Gene Austin, Sam Lanin (The Radiolites), Nat Shilkret und Sophie Tucker populär war.
Nach Ansicht von Lion gelang es Kaufman, in There Ain’t No Land Like Dixieland to Me den Charme der alten Südstaaten zu beschwören, doch There’s a Cradle in Caroline geriet ihm zum künstlerischen Desaster; Bix Beiderbecke spielte in diesem Song jedoch mit Eleganz. […] Wie Eddie Condon zu sagen pflegte, Er konnte Limonade aus jeder alten Zitrone pressen.

### Just an Hour of Love – 30. September 1927
Am Morgen des folgenden Tages, den 30. September 1927 ging die sogenannte New Yorker-Band um Frankie Trumbauer und Bix Beiderbecke erneut ins OKeh-Studio; die beiden von Joseph H. Trent und Peter De Rose stammenden „leichtgewichigen“ Gesangsnummern Just an Hour of Love und I'm Wonderin’ Who (OKeh 40912) wurden zunächst von Columbia unter dem Pseudonym Benny Meroff and His Orchestra vermarktet, später jedoch unter Trumbauers Namen veröffentlicht. Für Lion ist lediglich Just an Hour of Love wegen des interessanten Zusammenspiels von Trumbauer und Beiderbecke von Bedeutung.

## Titelliste
- Bix Beiderbecke: Volume 1: Singin’ The Blues (CBS – 466309 1 – Columbia Jazz Masterpieces)

1. Frankie Trumbauer and his Orchestra with Bix and Lang: Trumbology (F. Trumbauer) 2:59
2. Frankie Trumbauer and his Orchestra with Bix and Lang: Clarinet Marmalade (H.W. Ragas, Larry Shields) 3:13
3. Frankie Trumbauer and his Orchestra with Bix and Lang: Singin’ the Blues (C. Conrad, J. R. Robinson, Joe Young, Sam Lewis), 3:00
4. Frankie Trumbauer and his Orchestra: Ostrich Walk (Original Dixieland Jazz Band) 3:05
5. Frankie Trumbauer and his Orchestra: Riverboat Shuffle (D. Voynow, Hoagy Carmichael) 3:07
6. Frankie Trumbauer and his Orchestra: I'm Coming Virginia (D. Heywood, W. Cook) 3:09
7. Frankie Trumbauer and his Orchestra: Way Down Yonder in New Orleans (H. Creamer, J. Turner-Layton) 2:50
8. Frankie Trumbauer and his Orchestra: For No Reason at All in C (B. Beiderbecke, F. Trumbauer) 3:02
9. Frankie Trumbauer and his Orchestra with Bix and Lang: Three Blind Mice (Chauncey Morehouse, F. Trumbauer) 3:01
10. Frankie Trumbauer and his Orchestra with Bix and Lang: Blue River (A. Bryan, Joseph Meyer) 3:16 – Gesang Seger Ellis und J. Crawford
11. Frankie Trumbauer and his Orchestra with Bix and Lang: There’s a Cradle in Caroline (Fred Ahlert, Joe Young) 3:00
12. Bix Beiderbecke: In a Mist (B. Beiderbecke) 2:44
13. Tram, Bix and Lang: Wringin’ and Twistin’ (Fats Waller, F. Trumbauer, Jo Trent) 2:53
14. Frankie Trumbauer and His Orchestra: Humpty Dumpty (Fud Livingstone) 3:02
15. Frankie Trumbauer and His Orchestra: Krazy Kat (C. Morehouse, F. Trumbauer) 3:00
16. Frankie Trumbauer and His Orchestra: The Baltimore (D. Healy, Irving Kahal, Jimmy McHugh) 2:59
17. Broadway Bellhops: There Ain't No Land Like Dixieland to Me (Walter Donaldson) 3:02
18. Broadway Bellhops: There’s a Cradle in Caroline (Fred Ahlert, Joe Young) 2:54
19. Benny Meroff And His Orchestra: Just an Hour of Love (Albert Von Tilzer, W. J. Trent, P. DeRose) 2:51
20. Benny Meroff And His Orchestra: I'm Wonderin’ Who (A. Von Tilzer, W. J. Trent, P. DeRose) 2:49

## Rezeption
Im Rough Guide to Jazz lobte Ian Carr die beiden Columbia-Editionen (Vol. 1: Singin’ the Blues und Volume 2: At the Jazz Band Ball); sie enthielten alle klassischen Aufnahmen aus Bix Beiderbeckes ergiebigster Periode in den Aufnahmestudios und seien „essentiell und wunderbar.“
Für Richard Cook und Brian Morton, die dem Album in The Penguin Guide to Jazz die Höchstnote verliehen, enthalte diese Chronologie Beiderbeckes Aufnahmen „sein größtes Jahr in den Studios“; sie veranschaulichen, warum Lester Young Beiderbecke als seinen Haupteinfluss bezeichnete. Zu den Höhepunkten des Albums zählten die Autoren neben dem Titelstück Singin’ the Blues die Stücke Clarinet Marmelade und das Triostück For No Reason at All in C; ein weiterer Bonus seine die Beiträge von Jimmy Dorsey und Eddie Lang.
Das National Public Radio nahm die beiden Columbia-Editionen (Volume 1: Singin’ the Blues und Volume 2: At the Jazz Band Ball) in ihre NPR Basic Jazz Record Library auf.